# Império do Espírito Santo do Rossio
O Império do Espírito Santo do Rossio é um Império do Espírito Santo português que se localiza na freguesia açoriana do Santa Cruz, concelho da Praia da Vitória, ilha Terceira, arquipélago dos Açores.
Este Império do Espírito Santo tem a sua fundação no século XX mais precisamente no ano de 1964.